# Смит, Чарлз Гамильтон

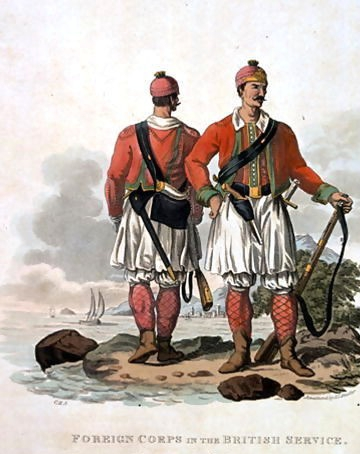
Иллюстрация из книги «Costumes of the Army of the British Empire»

Чарлз Гамильтон Смит (англ. Charles Hamilton Smith) (26 декабря 1776, Восточная Фландрия — 21 сентября 1859, Плимут) — английский солдат, шпион, натуралист, художник и коллекционер старины.
Его карьера началась в 1787 году, когда он учился в Австрийской военной академии артиллерии и инженеров в городе Мехелен и Лёвен (Бельгия). Во время своей военной службы, которая закончилась в 1820 году и включала в себя Наполеоновские войны, он побывал в Вест-Индии, Канаде и США. Большую часть времени он потратил на офисную работу в Великобритании. Одним из его примечательных достижений был проведённый в 1800 году эксперимент по определению идеального цвета для военной формы. Изучив точность попадания выстрелов в серые, зелёные и красные цели, он научно показал преимущество серой (в меньшей степени, зелёной) формы и рекомендовал её для стрелков и пехоты. Британская армия проигнорировала его совет и выбрала зелёный цвет для формы пехоты.
Как плодотворный иллюстратор-самоучка, Смит выполнил множество иллюстраций униформ, особенно английских, а также исторических костюмов Великобритании, иллюстраций рыцарей и принцесс из средневековья, кораблей и сражений. Большинство его иллюстраций носило не военный характер и было утеряно.